# ブラウン郡 (インディアナ州)

インディアナ州内の位置

ブラウン郡（Brown County）は、アメリカ合衆国インディアナ州に位置する郡である。人口は15,785人（2025年推計）。郡庁所在地はナッシュビルである。

## 地理
アメリカ合衆国統計局によると、この郡は総面積820 km2 (317 mi2) である。このうち809 km2 (312 mi2) が陸地で11 km2 (4 mi2) が水地域である。総面積の1.38%が水地域となっている。

### 隣接する郡
- ジョンソン郡  (北東)
- バーソロミュー郡  (東)
- ジャクソン郡  (南)
- モンロー郡  (西)
- モーガン郡 (北西)

## 人口動静
2000年国勢調査で、この郡は人口14,957人、5,897世帯、及び4,434家族が暮らしている。人口密度は18/km2 (48/mi2) である。9/km2 (23/mi2) の平均的な密度に7,163軒の住宅が建っている。この郡の人種的な構成は白人98.16%、アフリカン・アメリカン0.21%、先住民0.22%、アジア0.20%、太平洋諸島系0.01%、その他の人種0.37%、及び混血0.82%である。ここの人口の0.88%はヒスパニックまたはラテン系である。
この郡内の人口は23.30%が18歳未満の未成年、18歳以上24歳以下が6.30%、25歳以上44歳以下が27.90%、45歳以上64歳以下が29.60%、及び65歳以上が12.90%にわたっている。中央値年齢は41歳である。女性100人ごとに対して男性は100.90人である。18歳以上の女性100人ごとに対して男性は98.10人である。
この郡の世帯ごとの平均的な収入は43,708米ドルであり、家族ごとの平均的な収入は49,252米ドルである。男性は36,828米ドルに対して女性は24,321米ドルの平均的な収入がある。この郡の一人当たりの収入 (per capita income) は20,548米ドルである。人口の8.90%及び家族の7.70%は貧困線以下である。全人口のうち18歳未満の9.10%及び65歳以上の10.10%は貧困線以下の生活を送っている。

## 都市及び町
- ナッシュビル

## 観光地
- ブラウン郡州立公園 (w:Brown County State Park)
- レモン湖 (w:Lake Lemon)
- w:T. C. Steele State Historic Site